# Polen (Südzentraltimor)
Polen (indonesisch Polen) ist ein indonesischer Distrikt (Kecamatan) im Westen der Insel Timor.

## Geographie
| „Dorf“ (Desa) | Verwaltungssitz | Fläche    | Meereshöhe | Einwohner | Bevölkerungsdichte |
| ------------- | --------------- | --------- | ---------- | --------- | ------------------ |
| Laob          | Laob            | 13,46 km² | 493 m      | 1.129     | 083,88             |
| Konbaki       | Konbaki         | 17,69 km² | 572 m      | 2.139     | 120,92             |
| Puna          | Puna            | 16,75 km² | 376 m      | 1.582     | 094,45             |
| Loli          | Loli            | 54,49 km² | 376 m      | 1.491     | 027,36             |
| Mnesatbubuk   | Mnesatbubuk     | 44,52 km² | 730 m      | 1.412     | 031,72             |
| Bijeli        | Bijeli          | 18,12 km² | 513 m      | 1.714     | 094,59             |
| Usapimnasi    | Usapimnasi      | 08,36 km² | 996 m      | 0.820     | 098,09             |
| Fatumnutu     | Fatumnutu       | 12,82 km² | 944 m      | 1.866     | 145,55             |
| Oelnunuh      | Oelnunuh        | 21,61 km² | 499 m      | 0.886     | 041,00             |
| Balu          | Balu            | 29,05 km² | 628 m      | 0.665     | 022,89             |
| Sainoni       | Sainoni         | 13,42 km² | 644 m      | 0.788     | 058,72             |

Der Distrikt befindet sich im Norden des Regierungsbezirks Südzentraltimor (Timor Tengah Selatan) der Provinz Ost-Nusa-Tenggara (Nusa Tenggara Timur). Im Westen liegt der Distrikt Tobu, im Südwesten Nordmolo (Molo Utara) und Zentralmolo (Molo Tengah) und im Süden und Südosten Oenino. Im Norden grenzt Polen an den Regierungsbezirk Nordzentraltimor (Timor Tengah Utara) mit seinen Distrikten Westmiomaffo (Miomaffo Barat) und Noimuti.
Polen hat eine Fläche von 250,29 km² und teilt sich in die elf Desa Laob, Konbaki, Puna, Loli, Mnesatbubuk, Bijeli, Usapimnasi, Fatumnutu, Oelnunuh, Balu und Sainoni. Der Verwaltungssitz befindet sich in Puna. Während Puna und Loli in einer Meereshöhe von 376 m liegen, befindet sich Fatumnutu auf 944 m und Usapimnasi sogar auf einer Höhe von 996 m über dem Meer. Das tropische Klima teilt sich, wie sonst auch auf Timor, in eine Regen- und eine Trockenzeit. Die 100 Regentage verteilen sich auf die Monate Januar bis Juni. Die restliche Zeit im Jahr gibt es keine Niederschläge. 2017 maß man eine Gesamtjahresmenge von 1.518 mm Niederschlag pro Quadratmeter.

## Einwohner
2017 lebten in Polen 14.492 Einwohner in 3.652 Haushalten. 7.172 waren Männer, 7.320 Frauen. Die Bevölkerungsdichte lag bei 57,90 Personen pro Quadratkilometer. Die Mehrheit der Einwohner sind Protestanten, daneben gibt es auch Katholiken. Im Distrikt gibt es neun katholische und 35 protestantische Kirchen.

## Wirtschaft, Infrastruktur und Verkehr
Die meisten Einwohner des Distrikts leben von der Landwirtschaft. Als Haustiere werden Rinder (8.209), Pferde (39), Büffel (90), Schweine (7.183), Ziegen (456) und Hühner (15.373) gehalten. Auf 2.012 Hektar wird Mais angebaut, auf 209 Hektar Reis, auf 38 Hektar Maniok, auf zwölf Hektar Süßkartoffeln und auf 16 Hektar Erdnüsse. Weitere landwirtschaftliche Produkte sind Zwiebeln, Kartoffeln, Kohl, Kidneybohnen, Langbohnen, Chili, Tomaten, Auberginen, Gurken, Mangos, Papayas, Bananen, Stachelannonen und Jackfrüchte. Von Plantagen kommen Kokosnüsse, Pekannüsse, Kapok, Arecanüsse, Muskat, Kakao, Betelnüsse und Cashewnüsse.
In Polen gibt es zehn Kindergärten, 21 Grundschulen (15 staatliche und sechs private), fünf Mittelschulen (vier staatliche und eine private) und zwei weiterführende Schulen (je eine staatliche und private). Zur medizinischen Versorgung stehen zwei kommunale Gesundheitszentren (Puskesmas) und ein medizinisches Versorgungszentrum (Puskesmas Pembantu) zur Verfügung. In Polen arbeiten zwei Ärzte, 23 Hebammen und 14 Krankenschwestern.
Wochenmärkte gibt es in Puna und Sainoni. Daneben gibt es noch 92 Läden. Hotels und Restaurants sucht man vergebens.